# Instituto de Artes de Seul
O Instituto de Artes de Seul é uma universidade de prestígio, especializada em artes, localizada em Ansan, Gyeonggi-do, Coreia do Sul. Ela formou muitos alunos que estão trabalhando ativamente em áreas relacionadas à arte na Coreia e também internacionalmente. O campus Namsan, no coração de Seul, é usado para apresentação de produções artísticas. O campus de Ansan foi inaugurado em 2001 e é usado para treinamento educacional, cujo objetivo é derrubar barreiras entre disciplinas, gêneros e especializações. O Instituto continua sendo um precursor na globalização das artes coreanas e na criação de novas formas de artísticas.

## História
Por meio da educação de teatral, ela foi fundada para superar o colapso da cultura nacional causado pelo eventos do domínio colonial japonês e da guerra da Coreia, e para nutrir artistas profissionais que irão estabelecer e revitalizar o cinema nacional.
Ela foi criada em setembro de 1962 por Yoo Chi-jin, também seu primeiro presidente, sob o nome de "Academia Coreana de Artes Teatrais em Seul". Yoo criou a academia com seu próprio dinheiro e com doações oriundas da Fundação Rockefeller, dos Estados Unidos.
Na década de 1970 e 1980, a academia passou por várias reformulações. Seus cursos foram distribuídos em três departamentos centrais: Teatro, Filme e Rádio/Televisão.

Em 1998, seu nome é mudado para "Instituto de Artes de Seul" e três anos depois, em 2001, seu campus é transferido para Ansan, Gyeonggi-do, onde permanece até os dias de hoje.